# ŁT-5
ŁT-5 (ros. ЛТ-5) – czteroosiowy wysokopodłogowy tramwaj produkowany w Ługańsku na Ukrainie przez Ługansktiepłowoz (Луганский тепловозостроительный завод). W 2003 roku wyprodukowano 4 egzemplarze tego wagonu. 

## Konstrukcja
Wagony zostały opracowane na zamówienie władz Moskwy w celu zaopatrzenia w tabor tramwajowy zajezdni Apakowa. Tramwaje były testowane w Moskwie, jednak ze względu na duże gabaryty nie wszędzie mogły wjechać. Instalacja elektryczna w wagonach ŁT-5 pochodzi w całości z KTM-8KM (71 – 608KM). Zamontowano w nich wózki z dwustopniowym resorowym zawieszeniem konstrukcji ługańskiej fabryki, dzięki którym ruch wagonu nawet na złych drogach jest płynny.

## Eksploatacja
Na początku 2003 roku zbudowano 4 wagony. Początkowo testowane były one na miejscu, w Ługańsku. 9 kwietnia 2003 przewieziono je do Moskwy i przydzielono do zajezdni Apakowa. 16 kwietnia złożono pierwszy z wagonów (wagony zostały przetransportowane w częściach). W czasie procedury przejęcia dokonał próbnego przejazdu na terenie zajezdni. 19 kwietnia o 15:40 pierwszy z tramwajów ŁT-5 wyjechał na jazdę próbną poza teren zajezdni do Daniłowskoj manufaktury. Następnego dnia próby przeszły wszystkie tramwaje. 15 maja nadano im numery 1001–1004. Wagony obsługiwały linie 10 i 11. 
Eksploatacja właściwa rozpoczęła się 1 czerwca 2003 roku. Tramwaje te kursowały na liniach 1, 14 oraz 26. W 2006 wagony były bardzo długo odstawione na terenie zajezdni ze względu na problemy z hamulcami. Od 2010 roku tramwaj o numerze 0234 (dawniej 1001) eksploatowany jest przez zajezdnię Bauman.